# Выпекание

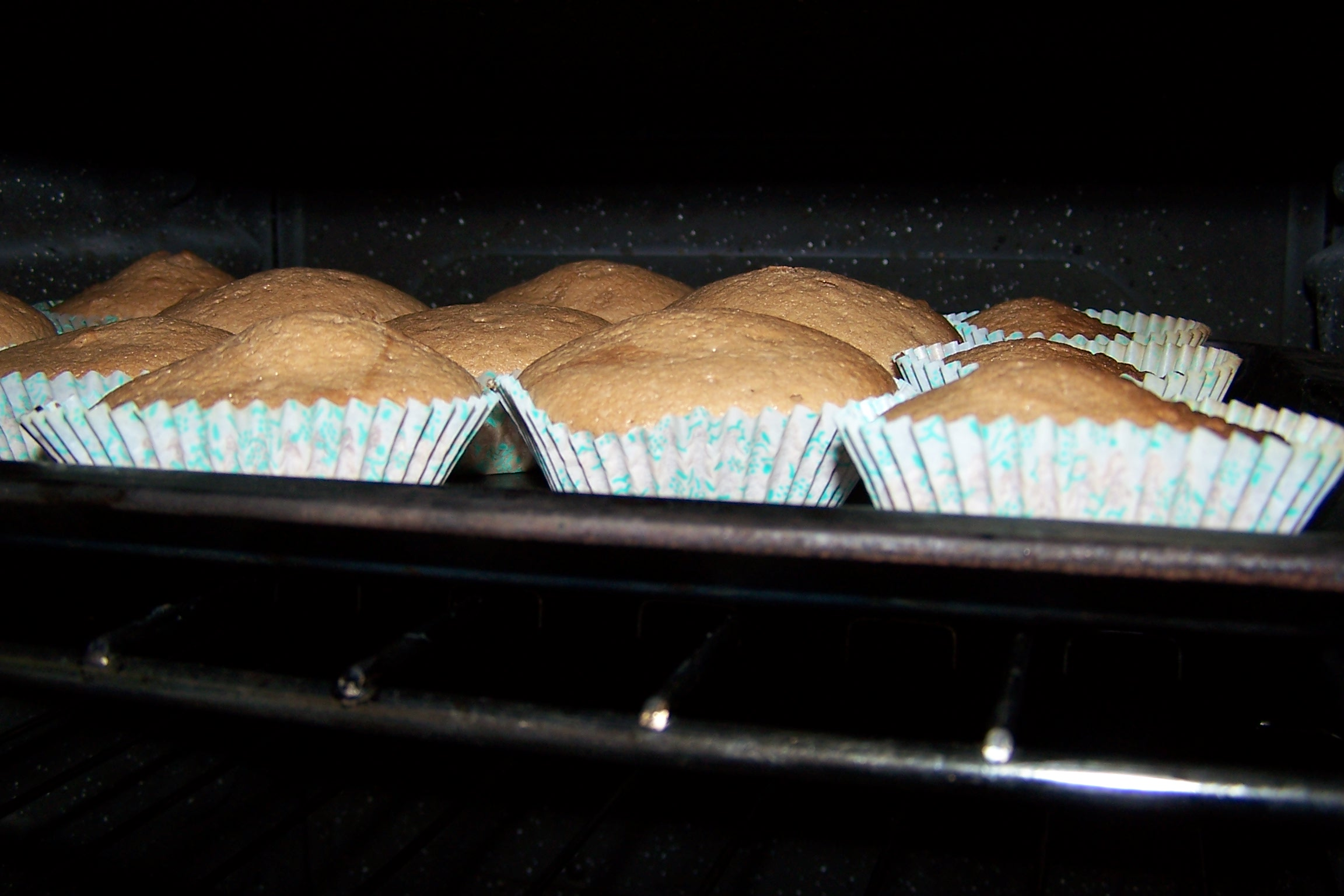
Выпекание кексов в духовке

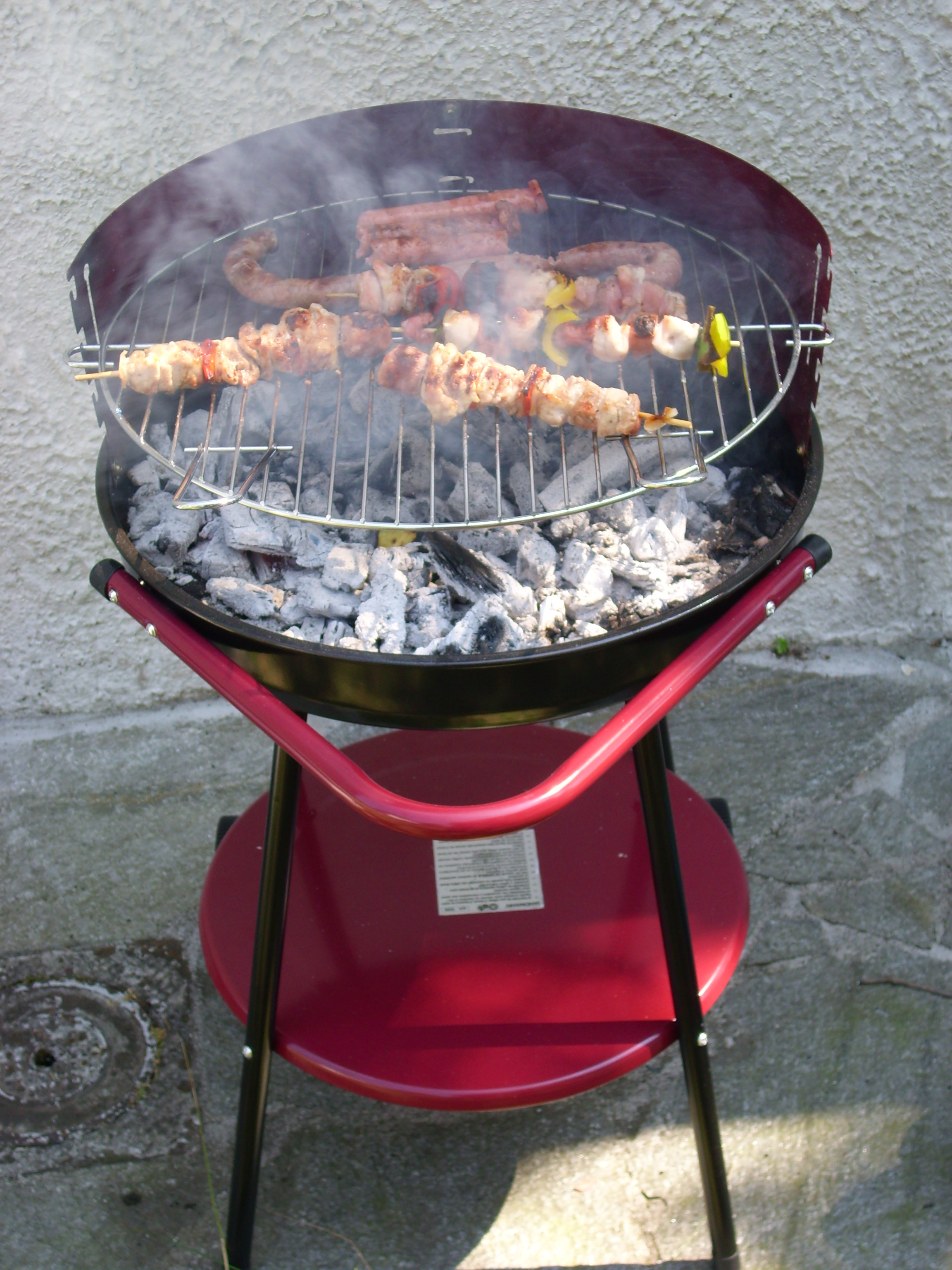
Запекание мясных блюд на гриле

Выпека́ние (вы́печка) — прогревание тестовой заготовки в тепловой камере (пекарной печи или духовке) до превращения в готовое хлебобулочное или кондитерское изделие.

## Запекание
Запека́ние — метод приготовления блюд. Продукт помещают в тепловую камеру (духовку) или размещают на небольшом расстоянии от горящих углей (например, так готовят шашлыки). Блюдо доводится до готовности и покрывается корочкой.